# Влтава (учения, 1966)
«Влтава» — учения, проводившиеся в Южной Чехии в сентябре 1966 года и охватившие район реки Влтава, были самыми крупными со времени заключения Варшавского договора совместными маневрами братских армий СССР, ЧССР, ГДР и ВНР. В учениях применялась самая современная на тот момент военная техника; наступление и оборона проводились по последнему слову военной науки, стратегии и тактики. Среди прочего, на учениях отрабатывались вопросы взаимодействия между дружественными армиями, согласованного использования сил и средств по общему плану.

## Задействованные силы
Как отметил сам командующий учениями, Маршал Советского Союза А. А. Гречко, учения «Влтава» не являлись командно-штабными учениями, они представляли из себя крупные учения, в которых участвовало большое количество войск от четырёх союзных армий — чехословацкой, венгерской, советской (под руководством генерала П. М. Плотникова) и немецкой. Учения воспроизводили сражения с применением ядерного оружия. В учениях участвовали мощные десантные турбовинтовые самолеты АН-12, истребители, штурмовики; в борьбе за господствов в воздухе использовались сверхзвуковые самолеты. В маневрах применялись вертолеты для установки мин, использовались танки для преодоления глубоких рвов и другие современные методы ведения боевых действий. В заключение учений с помощью тактического десанта было проведено форсирование реки Влтава с ходу.

## Итоги учений
Очень важно отметить, что на обеих сторонах «воюющих» сражались воины разных наций и языков. Но, как отмечало главное командование, сотрудничество и взаимодействие подразделений оказались на самом высоком уровне. Касаясь итогов военных учений «Влтава», А. А. Гречко заявил: «Эти учения явились кульминационным пунктом боевой подготовки войск, принимавших в них участие». После окончания учений чехословацкие и союзнические войска участвовали в параде в городе Ческе-Будеёвице. Перед объединенными союзническими войсками на параде выступил Первый секретарь Центрального Комитета Коммунистической партии Чехословакии, Президент ЧССР А. Новотный. Как отмечает российский военный историк Павел Андреевич Жилин, учения «Влтава» имели огромное военно-политическое значение. Историк Пётр Васильевич Соколов отмечает, что учения показали возросшую боевую готовность войск, их способность вести боевые действия объединёнными усилиями. Они ещё раз подтвердили, что обороноспособность социалистических государств достаточно высока.